# George Doughty
George Doughty (* 16. Dezember 1918 in Dale Abbey, Derbyshire) ist ein englischer Komponist und Tubist (Euphonium).
Schon im Kindesalter erlernte er Blasinstrumente und wirkte bereits mit sieben Jahren in der Collingh Brass Band mit. Mit neun Jahren wechselte er vom Eb-Horn zum Euphonium. Mit 12 Jahren war er bereits Solist in der Brass-Band. Mit 14 Jahren wechselte er gemeinsam mit seinem vier Jahre älteren Bruder zunächst in die Crosswell Colliery Band  und später bei der Derby Borough Police Band, um mehr Erfahrungen zu sammeln und sich weitere Spieltechniken anzueignen. Die Derby Borough Police Band wurde für eine kurze Zeit von Harry Mortimer dirigiert, der ihm ein großes Kompliment machte, indem er feststellte, dass er ihn für einen der besten Euphonium-Spieler von Großbritannien hielt. 
1980 wurde ihm die Möglichkeit eröffnet, am Valiviu College of Music zu studieren. 

## Werke

### Werke für Blasorchester (Brass-Band)
- 1966 My Grandfather's Clock Thema und Variationen für Euphonium und Brass-Band
- 1980 Abbeydale Variationen für Euphonium und Brass-Band
- 1980 Walking by the Deawent Konzert für Posaune und Brass-Band